# Fanø (commune)
Pour l'île, voir Fanø.
Fanø est une commune du Danemark. Elle est située dans le sud-ouest du pays et relève de la région du Danemark du Sud. Son territoire correspond à celui de l'île de Fanø. Son chef-lieu est la ville de Nordby.

## Histoire
La commune de Fanø est créée en 1970, dans le cadre d'une grande réforme de l'administration locale du pays. Elle est issue de la fusion de deux anciennes communes : celles de Nordby et de Sønderho. En 2006, les habitants de la commune votent à 65 % en faveur de l'indépendance de leur commune, qui aurait pu être fusionnée au sein de celle d'Esbjerg lors de la réforme territoriale qui entre en vigueur le 1er janvier 2007.

## Démographie
En 2019, la commune de Fanø comptait 3 404 habitants.
| Localité | Population (2019) |
| -------- | ----------------- |
| Nordby   | 2 724             |
| Sønderho | 285               |

## Politique
Le conseil municipal de la commune se compose de 11 membres élus pour un mandat de quatre ans.
| Élection | Parti | Parti | Parti | Parti | Parti | Parti | Parti | Parti | Maire              |
| Élection | A     | C     | F     | V     | Å     | M     | L     | Ø     | Maire              |
| -------- | ----- | ----- | ----- | ----- | ----- | ----- | ----- | ----- | ------------------ |
| 2005     | 1     | 3     | 0     | 2     | 0     | 3     | 1     | 1     | Erik Nørreby (V)   |
| 2009     | 2     | 2     | 1     | 5     | 0     | 1     | 0     | 0     | Erik Nørreby (V)   |
| 2013     | 1     | 2     | 1     | 4     | 0     | 2     | 1     | 0     | Erik Nørreby (V)   |
| 2017     | 1     | 2     | 1     | 3     | 1     | 1     | 2     | 0     | Sofie Valbjørn (Å) |